# Pitcairnia cana
Pitcairnia cana är en gräsväxtart som beskrevs av Bruce K. Holst. Pitcairnia cana ingår i släktet Pitcairnia och familjen Bromeliaceae. Inga underarter finns listade i Catalogue of Life.